# Niedźwiadka Wielka
Niedźwiadka Wielka (biał. Вялікая Мядзвядка, Wialikaja Miadzwiadka; ros. Большая Медвядка, Bolszaja Miedwiadka) – wieś na Białorusi, w obwodzie grodzieńskim, w rejonie korelickim; do 1945 w Polsce, w województwie nowogródzkim, w powiecie baranowickim, w gminie Wolna.
Niedźwiadka Wielka leży nad Uszą, około 14 km na południowy zachód od Mira.
W 1802 w Niedźwiadce Wielkiej urodził się Ignacy Domeyko.
Wieś jest siedzibą prawosławnej parafii Wniebowstąpienia Pańskiego.